# Eugène-René Arsal

Eugène-René Arsal (París, 3 de agosto de 1884 - Vincennes, 14 de noviembre de 1972) fue un escultor francés.

## Biografía
Eugène-René Arsal nació el 3 de agosto de 1884 en París.
Fue un alumno de Aristide Maillol y de Hector Lemaire. Installo su taller en Vincennes y presentó sus trabajos en el Salon des artistes français de 1905 a 1939.
Fue un miembro de la Société des artistes français, y obtuvo una mención Honorable en 1923 en el Salon des artistes français.
Murió el 14 de noviembre de 1972 en Vincennes.